# 水痘皰疹病毒屬
水痘皰疹病毒屬（學名：Varicellovirus）又名水痘病毒属，是皰疹病毒目甲型皰疹病毒亞科的一個屬，包括感染人類與其他哺乳動物的病毒，其中水痘皰疹病毒（人類皰疹病毒三型）可造成水痘與帶狀皰疹，牛皰疹病毒一型可造成牛隻鼻氣管炎、生殖道炎與腸炎，豬皰疹病毒一型可造成豬隻的假性狂犬病。
本亞科病毒與其他皰疹病毒一樣為具有包膜的雙股DNA病毒，包膜上有許多醣蛋白可與宿主細胞表面的受體結合造成感染；病毒顆粒為正二十面體，直徑約150至200奈米，基因組為不分段的線性DNA，長約12.5萬bp。

## 下属物种
本属包括以下物种：
- 牛皰疹病毒一型（英语：Bovine alphaherpesvirus 1）（BoHV-1）
- 牛皰疹病毒五型（英语：Bovine alphaherpesvirus 5）（BoHV-5）
- 水牛皰疹病毒一型（英语：Bubaline alphaherpesvirus 1）（BuHV-1）
- 犬皰疹病毒一型（英语：Canid alphaherpesvirus 1）（CaHV-1，CHV）
- 羊皰疹病毒一型（英语：Caprine alphaherpesvirus 1）（CpHV-1）
- 猴皰疹病毒九型（英语：Cercopithecine alphaherpesvirus 9）（CeHV-9）
- 鹿皰疹病毒一型（英语：Cervid alphaherpesvirus 1）（CvHV-1）
- 鹿皰疹病毒二型（英语：Cervid alphaherpesvirus 2）（CvHV-2）
- 鹿皰疹病毒三型（CvHV-3）
- 馬皰疹病毒一型（英语：Equid alphaherpesvirus 1）（EHV-1）
- 馬皰疹病毒三型（英语：Equid alphaherpesvirus 3）（EHV-3）
- 馬皰疹病毒四型（英语：Equid alphaherpesvirus 4）（EHV-4）
- 馬皰疹病毒八型（英语：Equid alphaherpesvirus 8）（EHV-8）
- 馬皰疹病毒九型（英语：Equid alphaherpesvirus 9）（EHV-9）
- 貓皰疹病毒一型（英语：Felid alphaherpesvirus 1）（FeHV-1）
- 水痘皰疹病毒（英语：Human alphaherpesvirus 3）（人皰疹病毒三型，HHV-3）
- 一角鯨皰疹病毒一型（英语：Monodontid alphaherpesvirus 1）（MoHV-1）
- 海豹皰疹病毒一型（英语：Phocid alphaherpesvirus 1）（PhHV-1）
- 偽狂犬病病毒（豬皰疹病毒一型，SuHV-1）